# Prémio Back
O Prémio Back (em inglês:  Back Award), é um galardão atribuído pela Royal Geographical Society destinado a distinguir os estudos geográficos que contribuem de forma destacada para o desenvolvimento de políticas públicas nacionais ou internacionais.
Este prémio foi criado em homenagem a George Back.

## Laureados
- 1882 - Henry E. O'Neill
- 1883 - Émile Petitot
- 1884 - Emil Boss
- 1885 - William Hodgkinson
- 1886 - David Legge Brainard
- 1887 - Sarat Chandra Das
- 1888 - Não atribuído
- 1889 - Frederick Selous
- 1890 - Não atribuído
- 1891 - W.J. Steines
- 1892 - James Sibree
- 1893 - Não atribuído
- 1894 - H.J. Snow
- 1895 - C.A. Larsen
- 1896 - Joseph Tyrrell
- 1897 - Carl Ryder
- 1898 - George P. Tate
- 1899 - Percy Sykes
- 1900 - Robert Edward Codrington
- 1901 - William Colbeck
- 1902 - Georg Carl Amdrup
- 1903 - W.G. Smith
- 1904 - Aurel Stein
- 1905 - Philip Maud
- 1906 - Richard George Tyndall Bright
- 1907 - Charles Edward Moss
- 1908 - George Mulock
- 1909 - Rai Sahib Lal Singh
- 1910 - Hanns Vischer
- 1911 - Arthur Neve
- 1912 - Lawrence Aubrey Wallace
- 1913 - William Singer Barclay
- 1914 - Ignazio Nicolas Dracopoli
- 1915 - Charles William Hobley
- 1916 - Frank Wild
- 1917 - Walter Weston
- 1918 - Robert Bartlett
- 1919 - Hudson Stuck
- 1920 - James Wordie
- 1921 - Marion Newbigin
- 1922 - Khan Bahadur Sher Jang
- 1923 - Bolton Glanvill Corney
- 1924 - Maxime Charles Lester
- 1925 - Joseph-Elzéar Bernier
- 1926 - Khan Sahib Afraz Gul Khan
- 1927 - George Binney
- 1928 - Albert H. MacCarthy
- 1929 - Philips Christiaan Visser
- 1930 - Gordon-Gallien
- 1931 - Rowe
- 1932 - H. Clutterbuck
- 1933 - Freya Stark
- 1934 - Darashaw Nosherwan Wadia
- 1935 - Wilfred Thesiger
- 1936 Mohammad Ayub Khan
- 1937 - Thomas Hay
- 1938 - Lawrence Wager
- 1939 - Ryder
- 1940 - Gerald Seligman
- 1941 - Alfred Stephenson
- 1942 - George Murray Levick
- 1942 - Não atribuído
- 1943 - Não atribuído
- 1944 - Não atribuído
- 1945 - Não atribuído
- 1946 - Não atribuído
- 1947 - Andrew Croft
- 1948 - Alan John Marshall
- 1949 - Brian Birley Roberts
- 1950 - Richard George Goodchild
- 1951 - Joseph Newell Jennings
- 1952 - Henry Francis Porter Herdman
- 1953 - Gordon de Quetteville Robin
- 1954 - George Stephen Ritchie
- 1955 - O.C.S. Robinson
- 1956 - Richard Hamilton
- 1957 - Ronald James Harrison Church
- 1958 - Bertrand Imbert
- 1959 - David Stratton
- 1960 - A.T. Grove
- 1961 - Eric H. Brown
- 1962 - Bruce Wilfred Sparks
- 1963 - Tony John Chandler
- 1964 - Keith M. Clayton
- 1965 - J.B. Dixon
- 1966 - S. Evans
- 1967 - Sigurður Þórarinsson
- 1968 - John Woods
- 1969 - A.J. Lee
- 1970 - Nic C Flemming[2]
- 1971 - Claudio Vita-Finzi[2]
- 1972 - David R. Harris[2]
- 1973 - J Leonard[2]
- 1974 - David Haslam[2]
- 1975 - Harold Brookfield[2]
- 1976 - Keith J Miller[2]
- 1977 - Ronald Urwick Cooke[2]
- 1978 - Andrew Warren[2]
- 1979 - John B. Sissons[2]
- 1980 - Kenneth Gregory[2]
- 1981 - Bruce Atkinson[2]
- 1982 - Edward Derbyshire[2]
- 1983 - W B Whalley[2]
- 1984 - John R.G. Townshend[2]
- 1985 - Desmond E. Walling[2]
- 1986 - John Dawson[2]
- 1987 - Stan Openshaw[2]
- 1988 - Denis Cosgrove[2]
- 1989 - Richard Battarbee[2]
- 1990 - Rex Walford[2]
- 1991 - Allan Findlay[2]
- 1992 - Paul Mather[2]
- 1993 - Linda Newson[2]
- 1994 - Michael Eden[2]
- 1995 - J. O. M. Roberts[2]
- 1996 - Rory Walsh[2]
- 1997 - David N. Livingstone[2]
- 1998 - Jamie Peck[2]
- 1999 - Michael Batty[2]
- 2000 - Susan Owens[2]
- 2001 - Linda McDowell[2]
- 2002 - Andrew Gillespie[2]
- 2003 - Eleanor Rawling[2]
- 2004 - Rob Imrie[2]
- 2005 - Andrew Brookes[2]
- 2006 - Graham Haughton[2]
- 2007 - Mike Bradshaw[2]
- 2008 - Richard Black[2]
- 2009 - Danny Dorling[2]
- 2010 - Chris Hamnett[2]
- 2011 - Edmund Penning-Rowsell[2]
- 2012 - Simon I. Hay[2]
- 2013 - Jane Wills[2]
- 2014 - David Gibbs[2]
- 2015 David Martin[2]
- 2016 - Colin Thorne[2]